# Pfarrkirche Feldkirch-Altenstadt

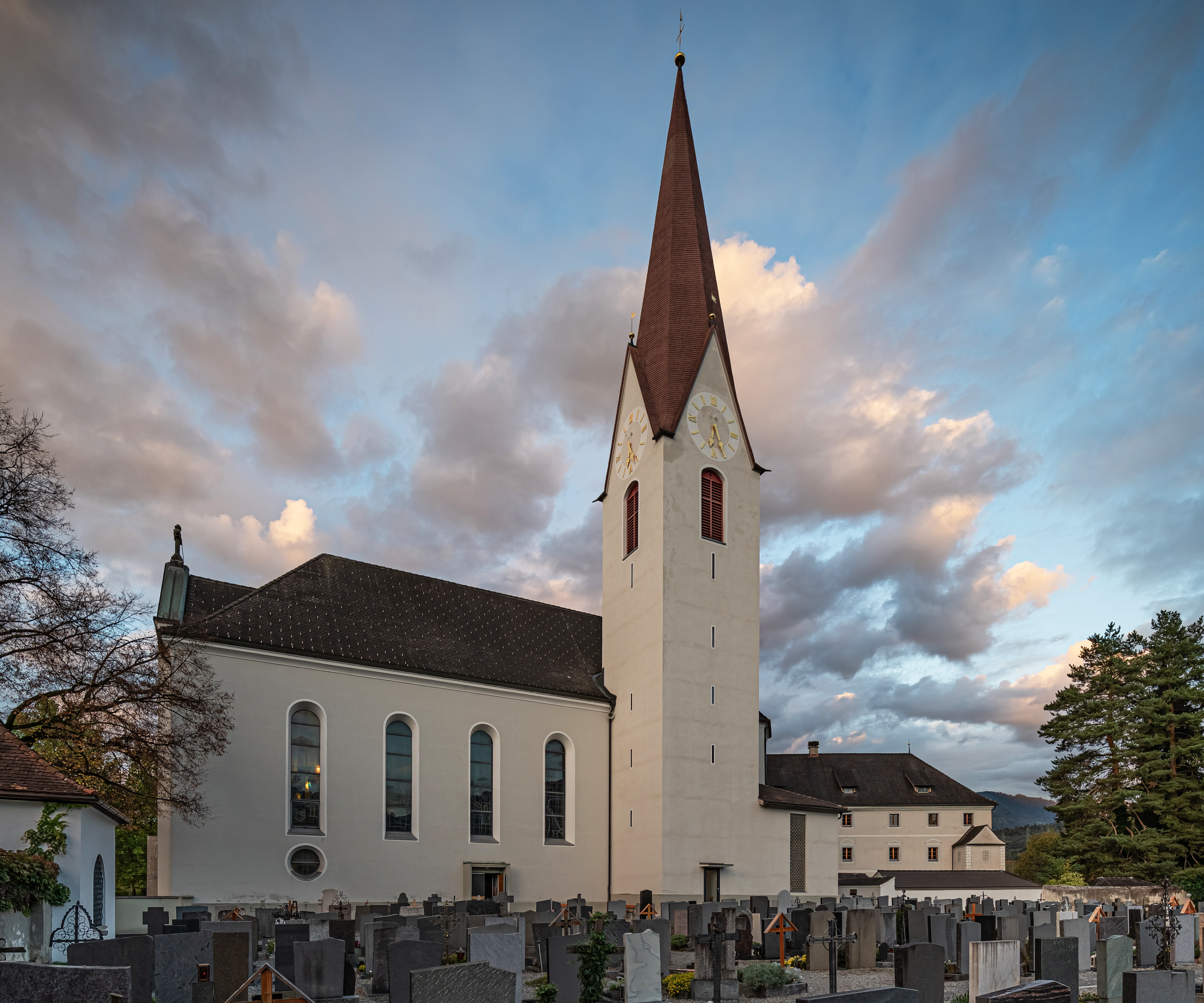
Katholische Pfarrkirche Hll. Pankratius und Zeno

Die römisch-katholische Pfarrkirche Feldkirch-Altenstadt steht im Stadtteil Altenstadt der Stadtgemeinde Feldkirch im Bezirk Feldkirch in Vorarlberg. Sie ist den Heiligen Pankratius und Zenon von Verona geweiht und gehört zum Dekanat Feldkirch in der Diözese Feldkirch. Das Bauwerk steht unter Denkmalschutz.

## Geschichte
Der Kirchort wurde circa 842 „ad Feldkirchun“ und 909 „Feldkiricha“ genannt, die Kirche urkundlich 896 erstmals erwähnt. Anfangs eine Filiale der Pfarrkirche Rankweil-St. Peter wurde die Kirche im Anfang des 15. Jahrhunderts Pfarrkirche. Es erfolgten mehrmals Umbauten und Erweiterungen, 1813 wurde der Chor, 1825/1826 der Turm hinzugefügt. In den Jahren 1884/1886 folgte eine erneute Erweiterung nach Plänen des Architekten Clemens Steiner mit dem Baumeister Fidel Kröner. 1963/1964 erfolgte die bisher letzte Erweiterung; deshalb wurde die Kirche 1964 neu geweiht.

## Architektur
Kirchenäußeres
Die Kirche zeigt sich ohne plastische Gliederung mit Langhaus und Chor mit Dreiachtelschluss und einem Südturm. Südlich am Turm ist eine zweigeschoßige Sakristei angebaut, nördlich ist an den Chor ein Querschiff angebaut, das auch eine Verbindung mit dem Dominikanerinnenkloster Feldkirch schafft. Auf dessen Empore können die Ordensfrauen am Gottesdienst teilnehmen. Das Langhaus hat vier Fensterachsen mit Rundbogenfenstern in stark leuchtenden Farben. Die Giebelfront ist als Giebelrisalit ausgebildet, in den mittig ein Rundfenster eingelassen ist und darunter eine Portalöffnung, in der das Portal von einem Rahmen aus Buntglas umgeben ist. Der Turm mit Rundbogenschallöffnungen trägt einen Giebelspitzhelm. Der Verbindungsbau zum Kloster hat im Obergeschoß zwei Rundbogenfenster und im Erdgeschoß eine Öffnung zur Taufkapelle.
Südlich schließt sich an das Kirchengebäude der Friedhof an.
Kircheninneres

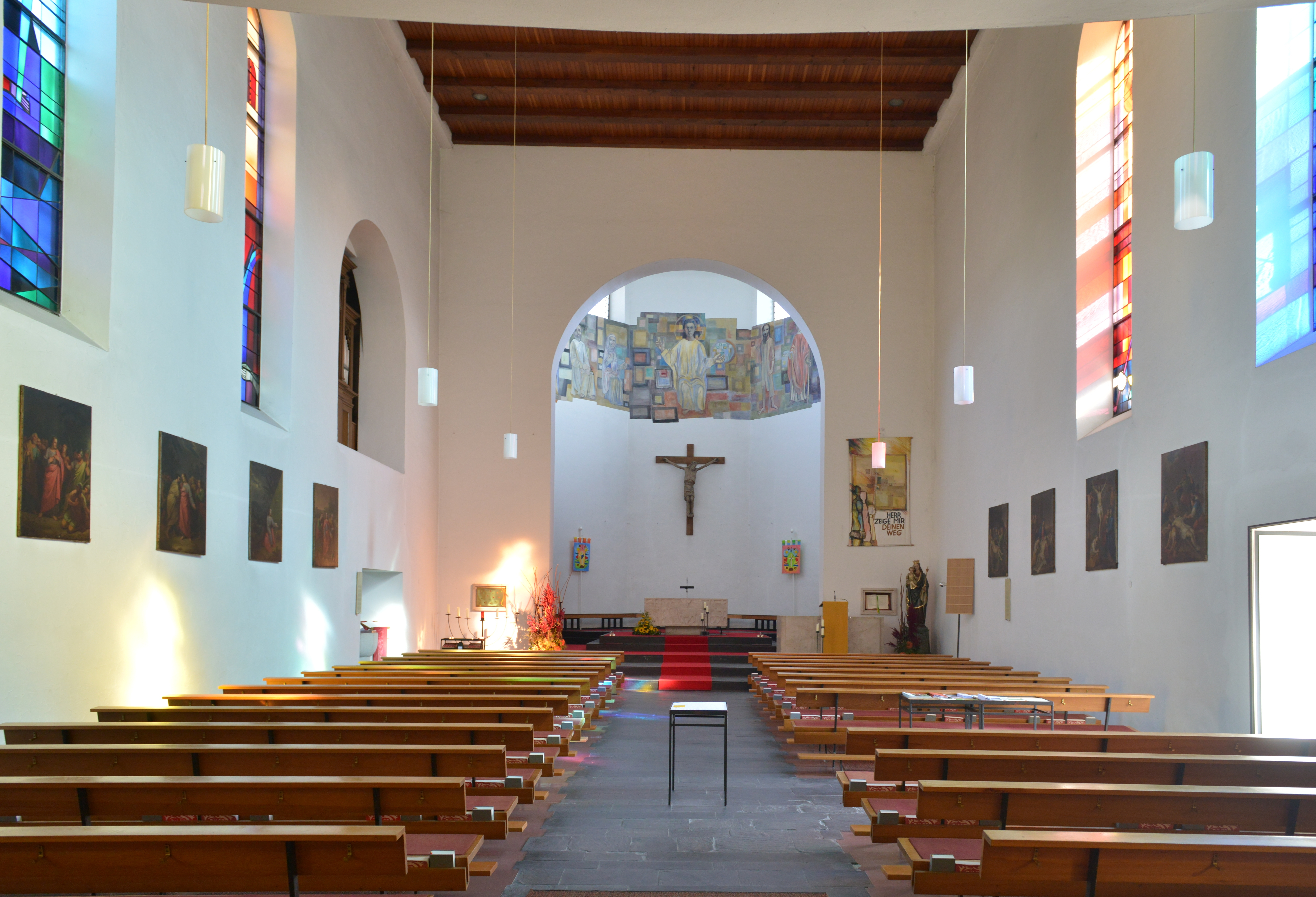
Innenansicht

An das Langhaus mit einer flachen Holzdecke schließt hinter einem eingezogenen runden Chorbogen ein erhöhter Fünfachtelschlusschor mit einer Flachdecke an. Nordseitig an den Chor schließt ein Querschiff zum Nonnenkloster mit Rechtecklichtschlitzen und einer Empore an. Links im Langhaus ist eine Bogenöffnung mit der historischen Orgel und darunter die Verbindungsöffnung zur Taufkapelle. Im Westen des Langhauses steht eine neuere Empore auf zwei Säulen, auf der die Hauptorgel steht.

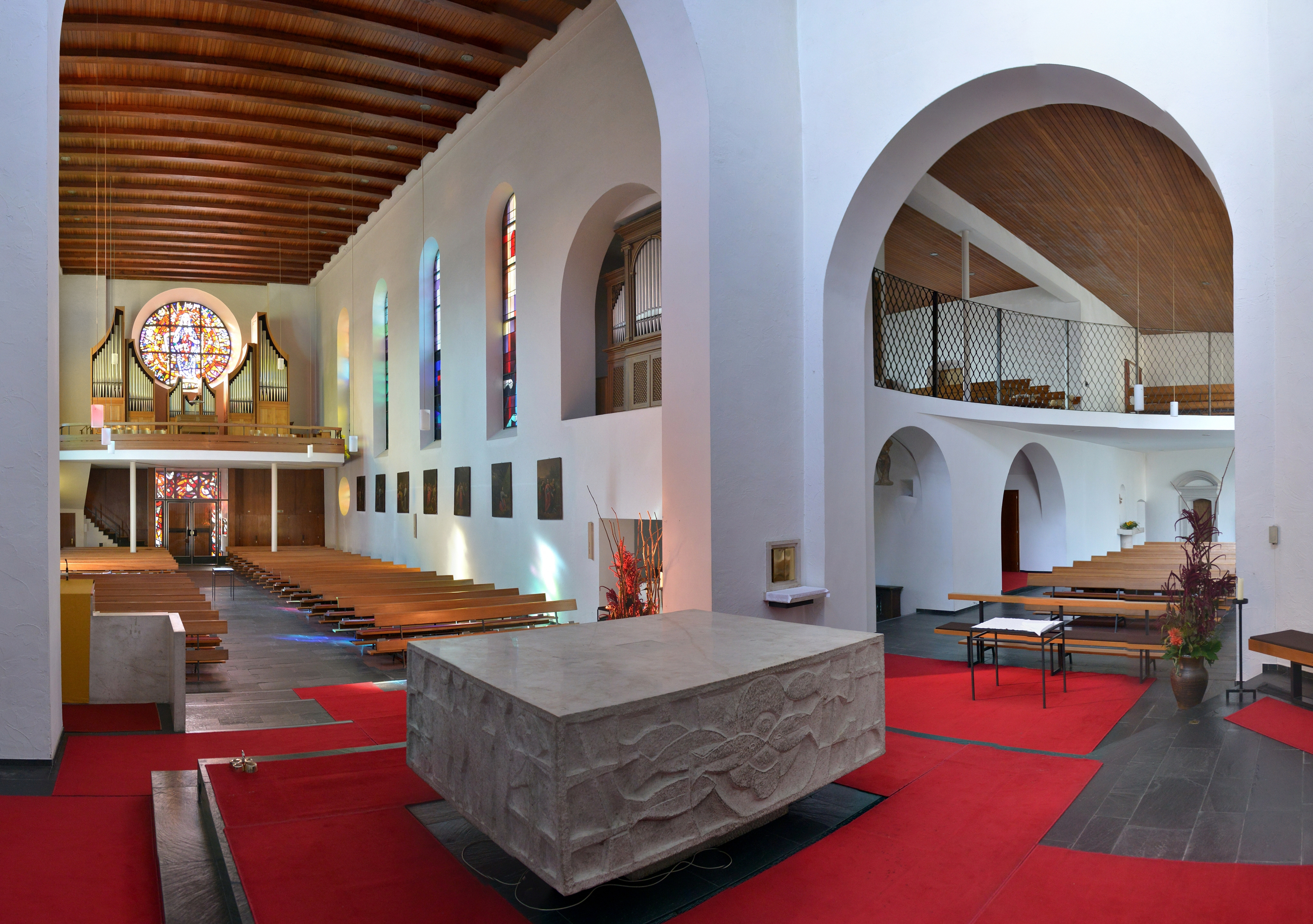
Blick ins Hauptschiff mit den Orgeln und ins Querschiff

Das Fresko an der Chorwand zeigt Jesus, umgeben von Petrus und Paulus, Maria und Johannes dem Täufer, Pankratius, Dominikus und Katharina; es wurde 1964 von dem Maler Martin Häusle gemalt. Er schuf auch die Glasgemälde Brennender Dornbusch in der Portaleinrahmung, Thronende Maria mit Kind in der Rosette, Erschaffung des Kosmos, Anbetung der Könige, Opfer Abrahams, Samariterin am Jakobsbrunnen, Arche Noahs, Erweckung des Lazarus sowie Symbole der Taufe und der Eucharistie in den Rundbogenfenstern. 
Den Altar schuf 1964 der Bildhauer Herbert Albrecht, die seitlichen Glasfenster des Langhauses fertigte im Jahr davor Erich Huber.
Zu beiden Seiten des Hauptschiffs befinden sich an den Wänden als Leihgabe der Stadt Feldkirch Kreuzwegbildnisse des Malers Franz Xaver Bobleter.

## Orgel
Die Orgel aus 1864 hatte Alois Schönach gebaut. Sie wurde 1981 von der Werkstatt der Gebrüder Mayer aus Feldkirch-Altenstadt erneuert und in die Nähe des Chores versetzt.
Auf der neueren Empore im Eingangsbereich der Kirche, die bei den letzten Umbauarbeiten entstanden ist, wurde 1981/82 eine neue Orgel durch die Orgelwerkstatt der Gebrüder Mayer errichtet. Der Prospekt ist so gestaltet, dass das in starken Farben leuchtende Rundfenster über dem Eingang voll zur Geltung kommt. Das Instrument hat 24 Register auf zwei Manualen und Pedal.

## Glocken
Im Kirchturm hängt ein Glockengeläut aus sechs Bronzeglocken, von denen fünf 1950 in der Glockengießerei Oberascher gegossen wurden. Es ist das dritte Geläut, das im 20. Jahrhundert für die Kirche geschaffen wurde; die 1906 und 1926 entstandenen Glocken wurden Opfer der Beschlagnahmungen während der beiden Weltkriege. Glocke 3 stammt noch vom Geläut, das die Glockengießerei Grassmayr 1926 gegossen hatte.
| Glocke | Name                | Gewicht | Schlagton |
| ------ | ------------------- | ------- | --------- |
| 1      | Herz-Jesu-Glocke    | 3900 kg | A°        |
| 2      | Muttergottes-Glocke | 2340 kg | c′        |
| 3      | Josefs-Glocke       | 1175 kg | e′        |
| 4      | Aloisius-Glocke     | 0695 kg | g′        |
| 5      | Pankratius-Glocke   | 0486 kg | a′        |
| 6      | Barbara-Glocke      | 0292 kg | c″        |

Die Barbara-Glocke wird auch als Sterbeglocke bezeichnet.

## Pfarrzentrum
Das 1975/1976 erbaute Pfarrgemeindehaus Altenstadt wurde nach einer Renovierung im Jänner 2013 wieder eröffnet.